# 화해
화해(和解)는 소송에 갈음하는 분쟁해결제도로 당사자가 상호 양보하여 그들 사이에 일어난 다툼을 그만둘 것을 약정함으로 성립되는 계약을 말하며 재판외 화해와 재판상 화해가 있다.

## 재판외 화해
화해(和解), 재판외 화해 혹은 화해계약은 제3자의 개입없이 당사자가 상호 양보하여 법적 권리와 의무 및 경제적·사회적·심리적 이익의 맞교환과 타협을 수단으로 하여 당사자에게 바람직스러운 법적 관계를 설정하기 위하여 기존에 일어난 다툼을 그만둘 것을 약속하는 과정이다. 예를 들면 A·B간에 택지의 경계선을 놓고 A는 울타리의 선이라고 주장하고, B는 도랑의 선이라고 주장하여 다툼이 벌어졌을 경우, 등기부상으로도 명확하지 아니하고 기타의 증거도 확실하지 아니하다고 하는 경우에, A·B가 서로 양보하여 울타리와 도랑의 중간선을 경계로 정하고 다툼을 그만 두자는 약속을 하는 것 등이 화해이다. 화해는 가장 오래되고 널리 사용되는 분쟁해결 방법이라 할 수 있다. 화해에 대해서 대한민국은 민법상의 계약(대한민국 민법 731조)으로 규정하고 있다. 화해 계약은 쌍무계약, 유상계약에 속한다. 그러나 계약 자유의 원칙상 내용 및 방식에 있어 제약은 없다.
보통 법률상의 다툼이 있을 경우에는 재판에서 그 흑백을 정하는 것이 당연한 것이지만 재판은 제소한 사항에 대하여 일도양단적(一刀兩斷的)인 해결을 하는 것이어서 당사자간에 두고두고 나쁜 뒷맛을 남기게 되며 인정에 알맞은 해결을 한다고는 말할 수 없다. 특히 계속 계약관계나 이웃관계에서는 더욱 그렇다. 이러한 관점에서 재판 이외에 조정이나 중재의 제도가 마련되고 있는 것인데 당사자가 스스로 자유로운 의사로서 양보하여 다툼을 원만하게 해결하는 것은 바람직한 것이다. 여기서 계약으로서 화해제도가 인정되는 의의가 있다. 화해가 되면 화해 전의 법률관계를 소멸시키고 화해의 내용에 따라 확정된 법률관계를 발생시키는 창설적 효력을 가진다. 당사자는 화해에 의하여 정하여진 의무를 이행하고 권리를 승인하여 종전의 주장은 할 수 없게 된다. 예컨대 뒷날 화해의 내용이 진실에 반하다는 증거가 나타나더라도 화해의 효력에는 영향이 없다(732조).
화해는 제3자(조정인)가 개입하는 조정과 달리 중립적인 제3자의 개입이 없으며, 당사자는 분쟁내용, 대화방법, 협상기술 등 모든 문제를 스스로 결정하여야 한다.

## 착오와 화해
화해가 성립되면 뒷날 화해의 내용이 진실에 맞지 아니한 증거가 나타나더라도 화해의 효력은 유지하게 되나(732조), 착오에 의해서 화해한 경우에도 그러하냐가 문제가 된다. 이에 대해서는 다툼의 대상이 되어 화해에 의해서 결정된 내용 자체에 대해서는 비록 착오가 있다 하더라도 민법 109조를 적용하지 아니하고 화해의 효력을 유지하게 되나, 당사자의 자격이나 또는 화해의 목적인 분쟁 이외의 사항에 착오가 있는 경우에는 109조의 적용이 있고 화해계약은 취소할 수 있게 된다(733조 단서). 화해계약이 사기로 인하여 이루어진 경우에는 화해의 목적인 분쟁에 관한 사항에 착오가 있더라도 민법 제110조에 따라 이를 취소할 수 있다.

## 재판상 화해
재판상의 화해란 소송계속 중 소송물인 권리관계에 대하여 당사자 쌍방의 합의가 성립하여 이를 조서화하면 소송이 종결되는 것을 말하며, 이때 조서에 기재한 당사자 간의 합의는 확정판결과 동일한 효력이 있다. 판례에 따르면 재판상의 화해를 조서에 기재한 때에는 그 조서는 확정판결과 동일한 효력이 있고 당사자간에 기판력이 생기는 것이므로 재심의 소에 의하여 취소 또는 변경이 없는 한, 당사자는 그 화해의 취지에 반하는 주장을 할 수 없다

## 같이 보기
- 중재
- 민사조정
- 대체적 분쟁 해결(ADR)
- 묵시적 계약